# Bandipore
Bandipore (o Bandipura) è una città dell'India di 25.714 abitanti, capoluogo del distretto di Bandipore, nel territorio del Jammu e Kashmir. In base al numero di abitanti la città rientra nella classe III (da 20.000 a 49.999 persone).

## Geografia fisica
La città è situata a 34° 25' 0 N e 74° 39' 0 E e ha un'altitudine di 1.598 m s.l.m..

## Società

### Evoluzione demografica
Al censimento del 2001 la popolazione di Bandipore assommava a 25.714 persone, delle quali 13.991 maschi e 11.723 femmine. I bambini di età inferiore o uguale ai sei anni assommavano a 3.064, dei quali 1.537 maschi e 1.527 femmine. Infine, coloro che erano in grado di saper almeno leggere e scrivere erano 13.239, dei quali 8.564 maschi e 4.675 femmine.